# Bazoncourt
Bazoncourt és un municipi francès, situat al departament del Mosel·la i a la regió del Gran Est. L'any 2007 tenia 481 habitants.

## Demografia

### Població
El 2007 la població de fet de Bazoncourt era de 481 persones. Hi havia 177 famílies, de les quals 28 eren unipersonals (12 homes vivint sols i 16 dones vivint soles), 55 parelles sense fills, 78 parelles amb fills i 16 famílies monoparentals amb fills.
La població ha evolucionat segons el següent gràfic:
Habitants censats

### Habitatges
El 2007 hi havia 183 habitatges, 177 eren l'habitatge principal de la família i 6 estaven desocupats. 180 eren cases i 3 eren apartaments. Dels 177 habitatges principals, 164 estaven ocupats pels seus propietaris, 10 estaven llogats i ocupats pels llogaters i 3 estaven cedits a títol gratuït; 2 tenien dues cambres, 5 en tenien tres, 38 en tenien quatre i 132 en tenien cinc o més. 154 habitatges disposaven pel capbaix d'una plaça de pàrquing. A 49 habitatges hi havia un automòbil i a 116 n'hi havia dos o més.

### Piràmide de població
La piràmide de població per edats i sexe el 2009 era:
| Homes | Edats   | Dones |
| ----- | ------- | ----- |
| 0     | 95 o +  | 0     |
| 0     | 90 a 94 | 0     |
| 0     | 85 a 89 | 0     |
| 4     | 80 a 84 | 4     |
| 0     | 75 a 79 | 0     |
| 8     | 70 a 74 | 4     |
| 4     | 65 a 69 | 8     |
| 8     | 60 a 64 | 20    |
| 12    | 55 a 59 | 12    |
| 20    | 50 a 54 | 16    |
| 24    | 45 a 49 | 16    |
| 24    | 40 a 44 | 12    |
| 8     | 35 a 39 | 28    |
| 32    | 30 a 34 | 28    |
| 12    | 25 a 29 | 12    |
| 12    | 20 a 24 | 16    |
| 12    | 15 a 19 | 20    |
| 20    | 10 a 14 | 12    |
| 8     | 5 a 9   | 16    |
| 8     | 0 a 4   | 28    |

## Economia
El 2007 la població en edat de treballar era de 324 persones, 260 eren actives i 64 eren inactives. De les 260 persones actives 242 estaven ocupades (126 homes i 116 dones) i 18 estaven aturades (9 homes i 9 dones). De les 64 persones inactives 22 estaven jubilades, 23 estaven estudiant i 19 estaven classificades com a «altres inactius».

### Ingressos
El 2009 a Bazoncourt hi havia 177 unitats fiscals que integraven 489 persones, la mediana anual d'ingressos fiscals per persona era de 23.268 €.

### Activitats econòmiques
Dels 8 establiments que hi havia el 2007, 2 eren d'empreses de construcció, 2 d'empreses de transport, 1 d'una empresa immobiliària, 2 d'entitats de l'administració pública i 1 d'una empresa classificada com a «altres activitats de serveis».
Dels 2 establiments de servei als particulars que hi havia el 2009, 1 era una fusteria i 1 lampisteria.
L'any 2000 a Bazoncourt hi havia 8 explotacions agrícoles.

## Equipaments sanitaris i escolars
El 2009 hi havia una escola elemental integrada dins d'un grup escolar amb les comunes properes formant una escola dispersa.

## Poblacions més properes
El següent diagrama mostra les poblacions més properes.